# Террачина
Террачина (італ. Terracina) — муніципалітет в Італії, у регіоні Лаціо,  провінція Латина.
Террачина розташована на відстані близько 95 км на південний схід від Рима, 36 км на південний схід від Латини.
Населення — 45 682 особи (2014).

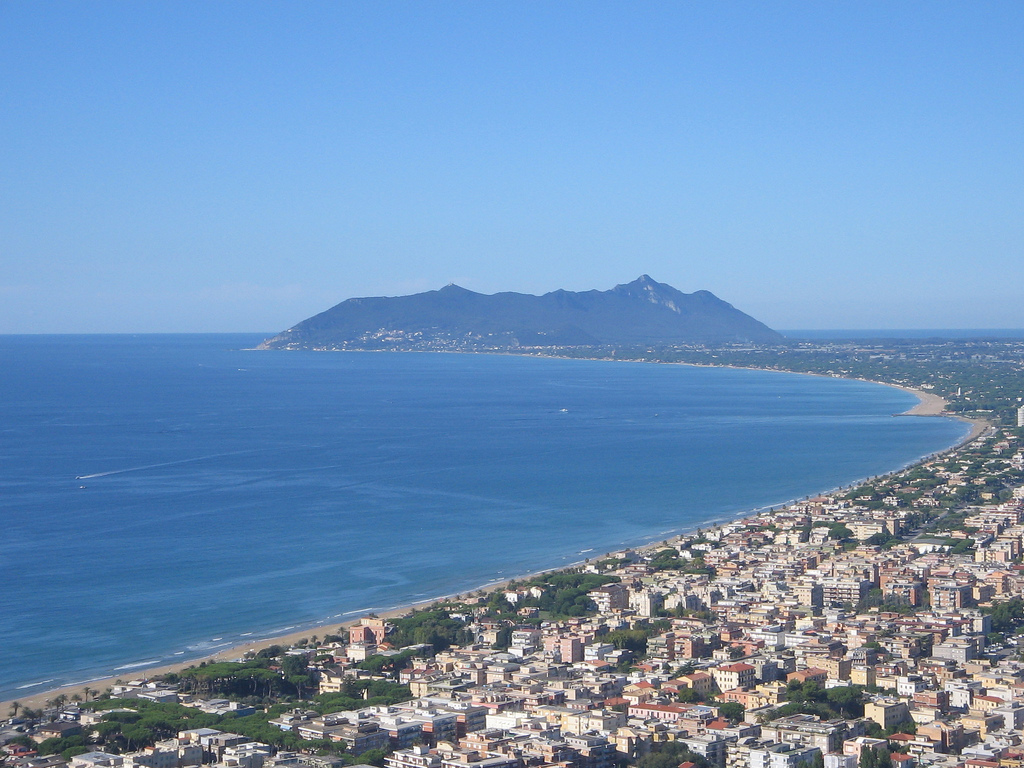

Щорічний фестиваль відбувається lunedì successivo alla першої неділі dopo il 5 листопада. Покровитель — San Cesareo.

## Демографія
Населення за роками:

Станом на 1 січня 2023 року в муніципалітеті офіційно проживало 4535 іноземців з 78 країн, серед них 723 громадяни країн Євросоюзу та 142 громадяни України.

## Сусідні муніципалітети
- Фонді
- Монте-Сан-Б'яджо
- Понтінія
- Сабаудія
- Сан-Феліче-Чирчео
- Сонніно